# Ksantos (koń Achillesa)
Ksantos (także Ksantus, Płowy; gr. Ξάνθος Xánthos, łac. Xanthus ‘izabelowaty’) – w mitologii greckiej nieśmiertelny koń Achillesa.
Uchodził za syna boga Zefira i harpii Podarge. Był bratem nieśmiertelnego konia Achillesa, Baliosa.
Posejdon darował konie królowi Peleusowi podczas jego zaślubin z nereidą Tetydą. Później Peleus podarował konie swemu synowi Achillesowi, który zaprzęgł je do swego powozu w czasie wojny trojańskiej.
W księdze XVI Iliady opisane jest jak oba konie stanęły i płakały nad śmiercią Patroklosa, który był odpowiedzialny za ich żywienie oraz czyszczenie.
W księdze XVII, Automedon, woźnica  Achillesa stwierdza, że tylko Patroklos był w stanie zapanować nad końmi. Gdy Ksantos został skarcony przez wściekłego Achillesa za pozwolenie by Patroklos zginął, Hera obdarzyła go umiejętnością mowy po czym łamiąc boskie prawa przepowiedział on Achillesowi jego rychłą śmierć. Po tym, Erynie zamieniły Ksantosa w niemego.
W konsolowym RPG firmy Capcom Breath of Fire III, bohaterzy walczą z parą antropomorficznych koni, które nazywają się Balio i Sunder (najprawdopodobniej są to zniekształcone romanizacje imion Balius i Xanthus).